# Inmigración española en Filipinas

Bandera de España.

Bandera de Filipinas.

Los hispanofilipinos o filipinos de ascendencia española, correspondería en este término a dos grupos étnicos:
- Insulares: Hijos de los conquistadores españoles que han nacido en Filipinas, similar a la de los países de América, hoy en día la conforman pequeñísimas comunidades ya que el resto han sido absorbidos por los nativos o por los mestizos. Aunque también estas personas tienen rasgos de mestizaje interétnico.
- Mestizo: Son aquellas personas de una ascendencia mixta, es decir entre españoles con austronesios o negritos (tagalos, cebuanos, pangasinenses, bisayos, bicolanos etc.), desde la época en la que fue territorio español y algunos casos en la actualidad.

Además hay diferentes estimaciones de esta ascendencia mixta, ya sea por el lado paterno o materno, se calcula que son unos 3 500 000 a 7 000 000.
Además del 3-6% de la población filipina de ascendencia española, alrededor del 12,7% se puede clasificar como mestizo o hispanoamericano y el 7,3% como nativo americano.
Hoy en día, el porcentaje oficial de los filipinos con ascendencia española es desconocida. El Departamento de Estadística de Filipinas no tiene en cuenta la raza o la ascendencia de un individuo. La población oficial de todos los tipos de mestizos (asiáticos, americanos, hispanos, etc.) que residen dentro y fuera de las Filipinas sigue siendo desconocido. Aunque un estudio presentado por la Universidad de Stanford afirmó que alrededor del 3.6% de la población tiene ascendencia blanca o caucásica de la colonización, tanto español y estadounidense, solo genotipo 28 personas procedentes de Filipinas, un tamaño de muestra demasiado pequeño para extraer conclusiones, pero esta influencia genética diluido se espera dado que el registro histórico muestra que los caucásicos en general los españoles en particular, eran solo una pequeña minoría. El estudio de antropología realizado por el investigador Matthew C. Go, por otro lado, muestra que la ascendencia española puede llegar hasta el 6% de la población mientras que el 12,7% de la población puede clasificarse antropológicamente como hispanoasiática.